# Gieorgij Danelija
Gieorgij Nikołajewicz Danelija (ros. Гео́ргий Никола́евич Дане́лия; gruz. გიორგი დანელია, Giorgi Danelia; ur. 25 sierpnia 1930 w Tyflisie, zm. 4 kwietnia 2019 w Moskwie) – radziecki i rosyjski reżyser filmowy oraz scenarzysta pochodzenia gruzińskiego. Ludowy Artysta ZSRR (1989). Laureat Nagrody Państwowej ZSRR (1978) oraz Nagrody Państwowej Federacji Rosyjskiej (1996).

## Życiorys
W 1955 roku ukończył studia architektoniczne w Moskwie. Następnie przez rok pracował w Instytucie Projektowania Miast. Odbył dwuletni kurs reżyserski zorganizowany przez wytwórnię filmową Mosfilm. W trakcie studiów zrealizował razem z Igorem Tałankinem etiudę szkolną pt. „Też ludzie” (ros. Тоже люди),  która była oparta na fragmentach „Wojny i pokoju” Tołstoja. Film pt. Sierioża będący adaptacją utworu Wiery Panowej przyniósł obu reżyserom popularność i zdobył nagrody na międzynarodowych festiwalach filmowych.
Innym znanym także w Polsce był film Danelii z lat 60. „Chodząc po Moskwie” („Я шагаю по Москве”), w którym główny bohater Kola, grany przez młodego Nikitę Michałkowa, spacerując w  moskiewskim metrze śpiewa tytułową piosenkę „A ja idę, chodzę po Moskwie” („А я иду, шагаю по Москве”), popularną w latach sześćdziesiątych w Rosji i w krajach socjalistycznych. Pochowany na Cmentarzu Nowodziewiczym w Moskwie.

## Wybrana filmografia
- 1959: Też ludzie (ros. Тоже люди);
- 1960: Sierioża (ros. Серёжа);
- 1962: Droga do przystani (ros. Путь к причалу);
- 1963: Chodząc po Moskwie (ros. Я шагаю по Москве);
- 1965: Trzydzieści trzy (ros. Тридцать три);
- 1969: Nie smuć się! (ros. Не горюй!);
- 1973: Przygody Hucka Finna (ros. Совсем пропащий);
- 1975: Afonia (ros. Афоня);
- 1977: Mimino (ros. Мимино);
- 1979: Jesienny maraton (ros. Осенний марафон);
- 1982: Łzy płynęły... (ros. Слёзы капали);
- 1987: Kin-dza-dza! (ros. Кин-дза-дза!);
- 1990: Paszport (ros. Паспорт);
- 1993: Nastya (ros. Настя);
- 1995: Orzeł i ogony (ros. Орёл и решка);
- 2000: Fortuna (ros. Фортуна);
- 2013: Ku! Kin-dza-dza (ros. Ку! Кин-дза-дза).

## Nagrody i odznaczenia
Nagrody i odznaczenia:
- Zasłużony Działacz Sztuk RFSRR (1965)
- Ludowy Artysta RFSRR (1974)
- Ludowy Artysta ZSRR (1989)
- Nagroda Państwowa ZSRR (1978) – za film Mimino
- Order Znak Honoru
- Order Czerwonego Sztandaru Pracy (1980)
- Państwowa Nagroda Federacji Rosyjskiej (1996) w dziedzinie kinematografii – za filmy fabularne: Paszport («Паспорт»), Nastia («Настя»), Orzeł i reszka («Орёл и решка»)[7]